# La tregua (Primo Levi)
La tregua è un libro-memoria di Primo Levi, séguito di Se questo è un uomo, che descrive le esperienze dell'autore dall'abbandono di Auschwitz (Monowitz) da parte dei tedeschi con l'arrivo dell'Armata Rossa sovietica. Racconta il lungo viaggio del deportato ebreo per ritornare in Italia, nella città natale di Torino, con mesi di spostamenti nell'Europa centro-orientale. La sua testimonianza rappresenta quella dei milioni di sfollati al termine della Seconda Guerra Mondiale, in grandissima parte ex detenuti del Reich tedesco, sia lavoratori coatti sia sopravvissuti ai campi di concentramento.
Il libro vinse il Premio Campiello nel 1963. Lo stesso anno aveva raggiunto la finale del Premio Strega, che venne assegnato a Natalia Ginzburg.

## La stesura del romanzo
Scritto in gran parte tra il 1961 e il 1962, alcuni capitoli erano stati scritti già nel 1947–1948. 
La base della stesura di questo nuovo racconto, intrapresa nei primi mesi del 1961, è costituita da una traccia stesa all'inizio del 1946:
(Volume I pagina 1418)
I vari capitoli hanno date di stesura differenti, ed è importante contestualizzarli nei relativi periodi di produzione artistica dell'autore:
- Il disgelo, 1947-1948
- Il Campo Grande, 1947-1948
- Il greco, 1961
- Katowice, dicembre 1961
- Cesare, febbraio 1962
- Victory Day, marzo 1962
- I sognatori, marzo 1962
- Verso sud, maggio 1962
- Verso nord, giugno 1962
- Il bosco e la via, luglio 1962
- Vacanza, agosto 1962
- Teatro, agosto 1962

La tregua è composto da 17 capitoli di media lunghezza, tutti più o meno simili in dimensioni, ed è introdotto da una poesia che ha molta importanza nel contesto dell'opera. Innanzi tutto essa è stata scritta l'11 gennaio 1946 cioè il giorno dopo Shemà, che fa da introduzione a Se questo è un uomo.

## La continuità delle opere
Vi è quindi un elemento di simmetria e di raccordo con il precedente libro, rappresentato dalla poesia.
La poesia sintetizza anche lo spirito del libro che, pur presentando aspetti nuovi, si ricollega al messaggio finale di Se questo è un uomo. Infine, viene ripresa nella pagina finale del libro che si chiude come un cerchio per indicare la saldatura tra le due opere di Levi.
Levi stesso chiarisce il significato della pagina finale di La tregua. Nell'edizione scolastica del 1965 Levi così spiega e chiarisce il senso finale del libro e della ultima pagina:
Il critico Marco Belpoliti spiega la poesia come la saldatura tra Se questo è un uomo e La tregua:
(Opere, volume I pagina 1422)

## La poesia
Sognavamo nelle notti feroci
Sogni densi e violenti
Sognati con anima e corpo:
tornare; mangiare; raccontare.
Finché suonava breve sommesso
Il comando dell’alba;
«Wstawać»;
E si spezzava in petto il cuore.
Ora abbiamo ritrovato la casa,
il nostro ventre è sazio.
Abbiamo finito di raccontare.
È tempo. Presto udremo ancora
Il comando straniero:
«Wstawać».»
(11 gennaio 1946)
La poesia fu scritta l'11 gennaio 1946: Levi era da poco ritornato, con un lungo e tortuoso viaggio durato dal gennaio all'ottobre 1945.
E fu scritta il giorno dopo Voi che vivete sicuri, la poesia che fa da introduzione a Se questo è un uomo.
Dopo molti anni Levi sceglie questa poesia per introdurre il secondo racconto, con l'intenzione di unire i due racconti facendone un solo libro. Levi aveva già scritto del comando dell'alba in due capitoli della precedente opera; ora lo stesso tema ha la funzione di aprire e chiudere il secondo libro, La tregua, che completa i ricordi della terribile esperienza del lager e del viaggio di ritorno in patria.
Il tema della poesia è la paura che il lager aveva trasmesso ai prigionieri ebrei: paura della morte, paura della fame, paura del freddo, paura dei nazisti. Questa paura veniva trasmessa nel corpo e nei sogni dei prigionieri. 
Tutti i prigionieri facevano gli stessi sogni come è descritto da Levi nel quarto capitolo di Se questo è un uomo.
I prigionieri sognano di mangiare, poiché essi non mangiano quasi niente, sognano di tornare a casa, sognano di raccontare agli altri la loro terrificante e atroce esperienza nel lager. Era un modo di esorcizzare la paura.
Nel IV capitolo Levi parla della campanella del campo che annuncia il comando dell'alba “Wstawać” (Alzarsi). Questa parola – ordine spezzava il cuore dei prigionieri, perché interrompeva il riposo, il ristoro del sonno e dava inizio alla lunga e interminabile giornata fatta di fame, freddo, lavoro, gelo.
Mentre la prima strofa ricostruisce e rievoca la vita del lager, nella seconda strofa Levi descrive la ritrovata pace della casa, afferma che il ventre è sazio e che ha finito di raccontare agli altri la sua terribile storia. È tempo di riprendere il lavoro della vita civile, ma sa che ben presto ritornerà la paura del ricordare ancora il comando dell'Alba “Wstawać” che all'alba toglieva la gioia del sonno. Solo quando passerà la paura del comando dell'alba solo allora il cuore di Levi non si spezzerà più. 
Nella ultima pagina del libro, Levi accenna anche ad un'altra abitudine che lo abbandonerà molto tempo dopo:
Il messaggio della poesia è la denuncia delle paure subite nel lager, paure che non possono essere dimenticate, paure che vivranno per sempre in chi le ha vissute. Per chi ha subito le torture, le aberrazioni, le privazioni dei lager, non c'è modo di dimenticare, neppure al caldo, tra gli affetti, con il ventre sazio. Chi ha visto e subito l'orrore, chi ha conosciuto il lato oscuro, disumano, impietoso dell'animo umano, sa che non c'è tregua che tenga, che guerra è sempre, che finito il racconto si ricomincerà a sentire il grido nemico. L'unico modo per prolungare la tregua è continuare a ricordare
Il linguaggio della poesia è alto, sostenuto, lucido, costruito su una sintassi paratattica semplice e chiara. La poesia ha alcune figure retoriche: l'anafora, l'allitterazione. La lexis della poesia è tipicamente di Levi, personale e razionale.

## Trama

### Il disgelo
Il primo capitolo racconta e descrive il 27 gennaio 1945, quando Levi e il suo amico Charles, mentre stanno trasportando alla fossa comune il corpo del compagno di stanza Somogyi, scorgono da lontano la prima pattuglia di soldati russi. Subito dopo rientrano nel campo e riferiscono il fatto agli altri prigionieri. La stessa notte un prigioniero politico tedesco si siede accanto alla sua cuccetta a cantare L'Internazionale. Tre giorni dopo un giovane prigioniero russo, Yankel, trasporta Levi sopra un carretto nel lager centrale di Auschwitz.

### Il Campo Grande
Nel secondo capitolo Levi parla del suo ricovero in un ospedale nel Campo Grande di Auschwitz. Qui Levi sente le voci di altri prigionieri, e racconta la storia del piccolo Hurbinek, un bambino nato nel campo, paralitico e muto, morto nel marzo 1945. Levi poi accenna ad altre storie di prigionieri: Henek, Kiepura, Noah, due ragazze polacche, Hanca e Jadzia, e di Frau Vita.
In ultimo termina con la descrizione di Olga, la quale gli racconta la fine di un'altra prigioniera italiana, Vanda, gassata nell'ottobre precedente.

### Il greco
Il terzo capitolo, ambientato dopo la liberazione, è incentrato sull'incontro di Levi con un altro ex-prigioniero del lager, Mordo Nahum, un greco ebreo di Salonicco. Dopo aver fatto un patto di amicizia tutti e due vanno a Cracovia, dove alloggiano in una caserma di soldati italiani. L'indomani il greco sveglia Levi, con cui va al mercato a vendere una camicia. Nel pomeriggio vanno a mangiare in una mensa di poveri. Qui il greco racconta a Levi le sue idee sulla vita e sulla morte, sul lavoro e sugli uomini e sulla guerra.
Dopo qualche giorno di viaggio finalmente entrambi giungono al campo di raccolta di ex–prigionieri a Katowice. Qui i due amici si lasciano, ma Levi incontrerà altre due volte Mordo Nahum.

### Katowice

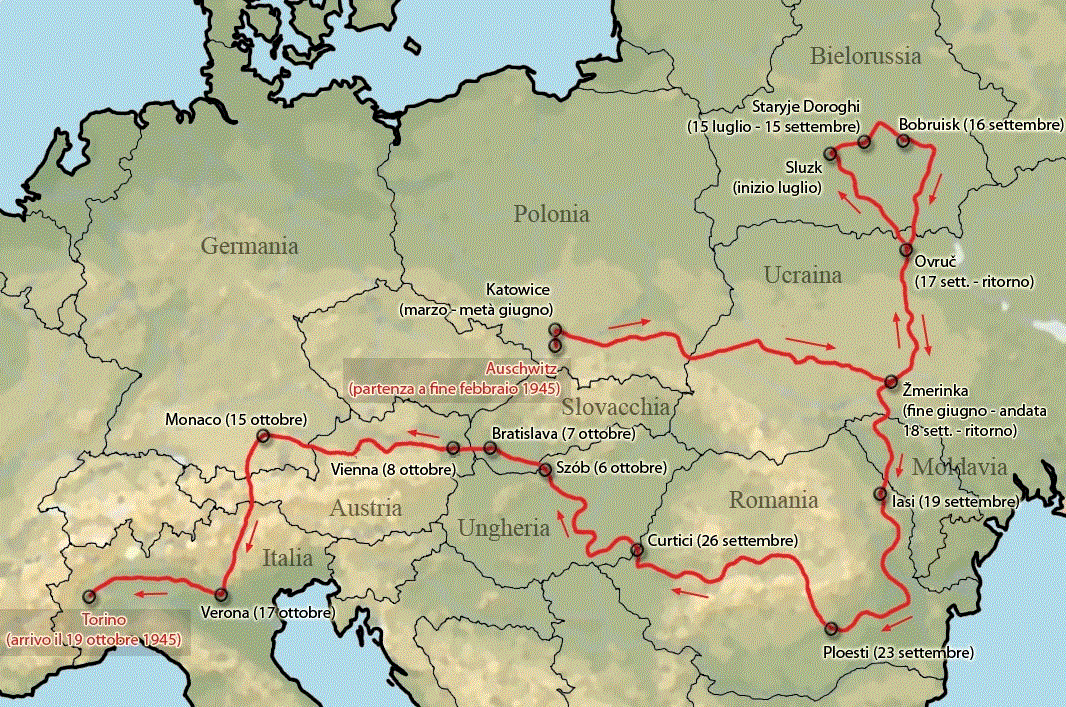
Cartina con le principali tappe del viaggio di ritorno (confini statali attuali)

Nel quarto capitolo Levi descrive la sua attività di infermiere nel campo di sosta, gestito e diretto da un commando russo. In questo campo conosce altri amici: il medico Leonardo, l'infermiera Galina, il presunto responsabile degli italiani, il ragioniere Rovi, il Ferrari, piccolo ladro milanese, ed infine conosce Cesare che sarà protagonista del capitolo successivo

### Cesare
Nel quinto capitolo Levi parla di Cesare, un commerciante di Roma con cui andava a vendere degli oggetti al mercato di Katowice e che diventerà suo compagno di viaggio. Cesare impara qualche parola polacca per riuscire a vendere una camicia bucata e una penna rotta.

### Victory Day
Nel sesto capitolo Levi racconta l'euforia generale che segna la fine della guerra e lo spettacolo teatrale che i sovietici allestirono per festeggiare la vittoria dell'armata rossa sui nazisti. L'8 maggio i sovietici si esibirono in un teatro. Vi recitano quasi tutti i capi del campo: Galina, il dottore, Maria Prima. Tutti cantano e ballano accompagnati da musiche tradizionali del folclore russo. Dopo una partita di calcio, Levi si ammala di pleurite.

### I sognatori
Nel settimo capitolo Levi descrive la fortunata guarigione dalla malattia grazie al suo amico dottore Leonardo e grazie all'opera di guarigione del dottore Gottlieb. Seguono le storie di alcuni compagni di camera: il moro di Verona, il Trovati, il ladruncolo torinese Cravero, il signor Unverdorben, un musicista, e il siciliano D'Agata. Questi compagni di camera hanno in comune la tendenza a raccontare fatti della loro vita trasfigurati dalla loro fantasia, storie in gran parte inventate di sana pianta tanto da essere inverosimili.

### Verso sud
Nell'ottavo capitolo si parla del viaggio verso Odessa, punto di imbarco per l'Italia. Levi e Cesare vanno a Katowice per comprare del cibo e festeggiare l'inizio del viaggio di ritorno. A Katowice incontrano una bottegaia che racconta di aver scritto una lettera a Hitler in cui lo pregava di non entrare in guerra, per evitare la morte di molte persone e perché la Germania non avrebbe potuto vincere.
Il viaggio in treno viene bloccato dalla interruzione della ferrovia, fermandosi per tre giorni a Zmerinka.

### Verso nord
Nel nono capitolo il viaggio riprende verso Nord. Dopo due giorni di viaggio Levi e Cesare arrivano in un paese. Poi proseguono verso un campo di smistamento nei pressi di Sluzk in Bielorussia - la città sovietica con la più ricca ed influente comunità ebraica prima del comunismo - e Levi in aperta campagna ritrova ancora una volta il suo amico greco, Mordo Nahum, quasi irriconoscibile in un’uniforme sovietica.

### Una curizetta
Nel decimo capitolo Levi racconta il viaggio a piedi verso il campo di Staryje Doroghi che si trova nell'odierna Bielorussia. Il protagonista e i suoi compagni di viaggio si fermano presso un piccolo villaggio disperso nei boschi, dove Cesare vuole a tutti i costi comperare una gallina. Ma farsi capire è difficile: persino l'imitazione di un pollo facendo pure "coccodè" ("come è noto, questa interpretazione del verso gallinesco è altamente convenzionale; circola esclusivamente in Italia, e non ha corso altrove"; p. 160) fallisce ed anzi poco ci manca che essi vengano presi per matti. Finalmente una vecchia del villaggio ha l'illuminazione e "con voce squillante pronunziò: Kura! Kúritza!" (gallina, gallinella, in russo), cosicché gli italiani riescono a barattare una gallinella con i sei piatti (Tarelki) che usavano per mangiare e dei quali, per un po', dovranno fare a meno.

### Vecchie strade
Nell'undicesimo capitolo, il giorno dopo, con la cifra di otto rubli, Levi e i suoi compagni riescono ad ottenere un passaggio su un carro agricolo che li porterà a Staryje Doroghi. Durante il tragitto incontrano il vecchio e lunatico Moro, che stava percorrendo a piedi il loro stesso tragitto. Viene invitato a salire sul carro, ma egli sdegnosamente rifiuta.
Il gruppo arriva finalmente al campo di Staryje Doroghi che in russo significa Vecchie Strade. Qui vengono smistati insieme ad altri millequattrocento italiani, in uno strano e gigantesco edificio chiamato Krasnyj Dom (Casa rossa. Questa si trova alla periferia ovest della città. Davanti ad una caserma che si affaccia sulla strada principale parte uno stradino non asfaltato che raggiunge, dopo qualche centinaio di metri, la casa rossa e altri vecchi edifici. Nel 2005 appariva restaurata e ancora dipinta di rosso, adibita a polifunzionale. Nel terreno antistante ad essa si scorgevano i plinti di cemento dove erano fissate le baracche degli italiani e di altre nazionalità). Vengono quindi descritti i pensieri, i comportamenti e gli scambi commerciali che si svolgevano nel campo tra gli ex prigionieri e i contadini del luogo.

### Il bosco e la via
Nel dodicesimo capitolo Levi descrive la vita nei due mesi di permanenza nella Casa Rossa, vecchia caserma dell'esercito sovietico, un edificio enorme e privo di ogni logica, frutto, a parer di Levi, dell'opera di più architetti fra loro discordi, oppure di uno soltanto, ma matto.
Gli italiani si trattengono a Staryje Doroghi dal 15 luglio al 15 settembre, tra visite nei boschi intorno al campo e il passaggio dell'armata rossa ormai in disarmo. I soldati rimpatriano disordinatamente, a piedi, a cavallo, su carri o carri armati; in piccoli o grandi gruppi, tutti colmi d'euforia e gioia di vivere. L'esercito durante il rientro ha talmente tanti cavalli che questi ultimi non possono essere controllati. Di questa circostanza ne approfitta uno degli ospiti del campo, il Velletrano, per catturarne ogni tanto qualcuno e macellarlo con grande soddisfazione di tutti perché "pressoché digiuni di carne da diciotto mesi" (p. 187).

### Vacanza
Nel tredicesimo capitolo Levi racconta un incontro inaspettato e pieno di emozioni con Flora, una donna ebrea italiana, probabilmente incinta, che Levi, insieme ad Alberto, aveva conosciuto nel lager e da cui aveva ricevuto del pane. Levi era grato alla donna per il pane, ma aveva scoperto che ella doveva sottostare a “convegni” di carattere sessuale con kapos tedeschi e polacchi a cui non poteva sottrarsi; tuttavia nemmeno dopo il disinganno della realtà Levi smise di prendere il pane, anche se in quella luce "sapeva di sale". Flora sta ora con un ciabattino bergamasco ed è sempre la stessa, mentre Levi si sente sporco, stanco e provato.
L'arrivo di un camioncino cinematografico che proietta tre film in tre giorni consecutivi scatena una forte eccitazione nei rifugiati, negli abitanti del luogo e nei numerosi gruppi di militari russi arrivati da chissà dove per assistere agli spettacoli. Durante le proiezioni l'entusiasmo del pubblico è tale da scatenare persino tumulti e disordini.

### Teatro
Nel quattordicesimo capitolo Levi racconta lo spettacolo teatrale che gli italiani allestiscono per intrattenere gli altri occupanti della casa rossa. Alla fine della rappresentazione un ufficiale italiano annuncia che nei prossimi giorni sarebbero partiti per l'Italia. Levi e gli altri nella notte non dormono, cantano e ballano raccontandosi "a vicenda le avventure passate, e ricordando i compagni perduti: poiché non è dato all'uomo di godere gioie incontaminate" (p. 215). Il mattino seguente arriva nientemeno che il grande generale sovietico Semën Konstjantynovyč Tymošenko ad annunciare e a confermare la definitiva, prossima partenza.

### Da Staryje Doroghi a Iasi
Nel quindicesimo capitolo, Levi racconta il 15 settembre, il giorno della partenza. Levi pensa:
Il treno passa da Kazatin, dove Levi incontra e saluta per l'ultima volta Galina, l'infermiera di Katowice; un saluto affettuoso e delicato pieno di tenerezza e di nostalgia. Arrivano a Iași, dove Levi incontra una comunità di ebrei scampati all'olocausto, dai quali riceve una somma irrisoria di lei, in quanto i rubli gli erano stati sequestrati al confine russo dai soldati che ne impedivano l'esportazione.

### Da Iasi alla linea
Nel sedicesimo capitolo Levi racconta alcuni episodi del lungo viaggio come la ricerca dell'acqua in pozzi vicino alle stazioni, rischiando di rimanere a terra alla partenza del treno. Dopo l'attraversamento della Romania, dove salgono due nuovi giovani viaggiatori, Vincenzo e Pista, dopo l'attraversamento dell'Ungheria, e dell'Austria, l'8 ottobre arrivano a Vienna dove sostano alcuni giorni.
Alcuni giorni dopo Levi e i suoi compagni arrivano in prossimità della frontiera e l'attraversano passando dalla protezione sovietica a quella americana. Lo scambio avviene a pochi chilometri da Linz, i soldati statunitensi conducono gli italiani a un campo profughi vicino, dove Levi e gli altri ottengono un bagno e una disinfestazione accurata. Lo scrittore descrive così semplicemente l'accaduto:

### Il risveglio
Nel diciassettesimo capitolo, l'ultimo, Levi descrive la fermata alla stazione di Monaco, città devastata dalla guerra. Il treno riparte per Verona. 
Levi arriva a Verona il 17 ottobre, e a Torino il 19 ottobre, dopo 35 giorni di viaggio, ritrovando la propria casa e i familiari.
Levi richiude il cerchio aperto nel 1945 e riporta il sogno ricorrente e terribile del lager e la descrizione del comando dell'alba:

## Giudizi critici
La tregua ha avuto molti giudizi critici favorevoli e positivi a cominciare da Franco Antonicelli sino a Italo Calvino.

### Vincenzo Viola
(Vincenzo Viola, Autori e società, pagine D 237 238)

### Alberto Dendi
(Alberto Dendi, Moduli e modelli letterari 2.2 pagina 379)

## Opere derivate
- Nel 1997 il regista Francesco Rosi ha tratto da questo libro un film, intitolato appunto La tregua.[3]
- Nel 2006 il regista Davide Ferrario, con sceneggiatura propria e di Marco Belpoliti, ha girato il documentario La strada di Levi. 6000 km, 10 frontiere, 60 anni, ripercorrendo la strada de La tregua.[4]

## Edizioni
In lingua italiana:
- La tregua, Torino: Einaudi ("I coralli" n. 176; "Letture per la scuola media" n. 3; "Nuovi coralli" n. 10; "Einaudi Tascabili" n. 425), 1963 ISBN 978-88-06-17385-2
- Se questo è un uomo e La tregua, Torino: Einaudi (coll. "Supercoralli"; "Einaudi Tascabili" n. 2), 1972
- La tregua, in Opere ("Biblioteca dell'Orsa" n. 6), Torino: Einaudi, 1987 ISBN 88-06-59973-9
- La tregua, (coll. "Letture per la scuola media"), Giulio Einaudi Editore, 1991.
- La tregua, in Opere, a cura di Marco Belpoliti, introduzione di Daniele Del Giudice, Torino: Einaudi ("Nuova Universale Einaudi" n. 225), 1997 ISBN 88-06-14637-8
- La tregua, prefazione di Stefano Folli, Milano: RCS Quotidiani ("I grandi romanzi italiani" n. 20), 2003 (supplemento al "Corriere della Sera")
- La tregua, prefazione di Ernesto Ferrero, Torino: Utet ("Premio Strega"), 2006 ISBN 88-02-07569-7
- La tregua, Torino: "La Stampa", 2010
- La tregua, Milano: "Il Sole 24 ore" ("I grandi narratori del premio Campiello" n. 1), 2012
- La tregua, Torino: Einaudi (Prima edizione "I coralli"), 2014 ISBN 978-88-06-21933-8
- Primo Levi, La tregua, legge: Fiorilli, P. - 1 compact disc MP3 (8 ore, 23 min);
- Primo Levi, La tregua, prefazione di Frediano Sessi, Corriere della Sera, Milano 2014

In altre lingue:
- (FR) Primo Levi, La trêve, traduit de l'italien par Emmanuele Joly, B. Grasset, Paris 1966
- (ES) Primo Levi, La tregua, traducido del italiano por Pilar Gómez Bedate, Muchnik, Barcelona 1988
- (EN)  Primo Levi, If this is a man; The truce, translated by Stuart Woolf; with an introduction by Paul Bailey and an afterword by the author, Vintage, London 1996
- (CA) Primo Levi, La treva, traducció de Francesc Miravitlles, Edicions 62, Barcelona 1997
- (ES) Primo Levi, Si esto es un hombre; La tregua; Los hundidos y los salvados, traducción de Pilar Gómez Bedate; prólogo de Antonio Muñoz Molina, Círculo de Lectores, Barcelona : 2004
- (DA) Primo Levi, Vidnesbyrd, oversat af Nina Gross, Rosinante, Copenaghen 2012
- (SV) Primo Levi, Är detta en människa?; Fristen; De förlorade och de räddade, Bonniers, Stockholm 2013
- Primo Levi, If this is a man & The truce; read by Henry Goodman, Hachette Audio, Oxford 2014